# 26057 Ankaios
26057 Ankaios este o planetă minoră (asteroid) din Asteroid troian al lui Jupiter. A fost descoperită pe 30 septembrie 1973 la Observatorul Palomar de Cornelis Johannes van Houten și a fost numită după Ancaeus⁠(d). 
Obiectul prezintă o orbită caracterizată de o semiaxă mare de 5,2009368 UAi, o excentricitate de 0,108, o înclinație de 7,28698 ° în raport cu ecliptica.